# Fujiwara no Yoshifusa

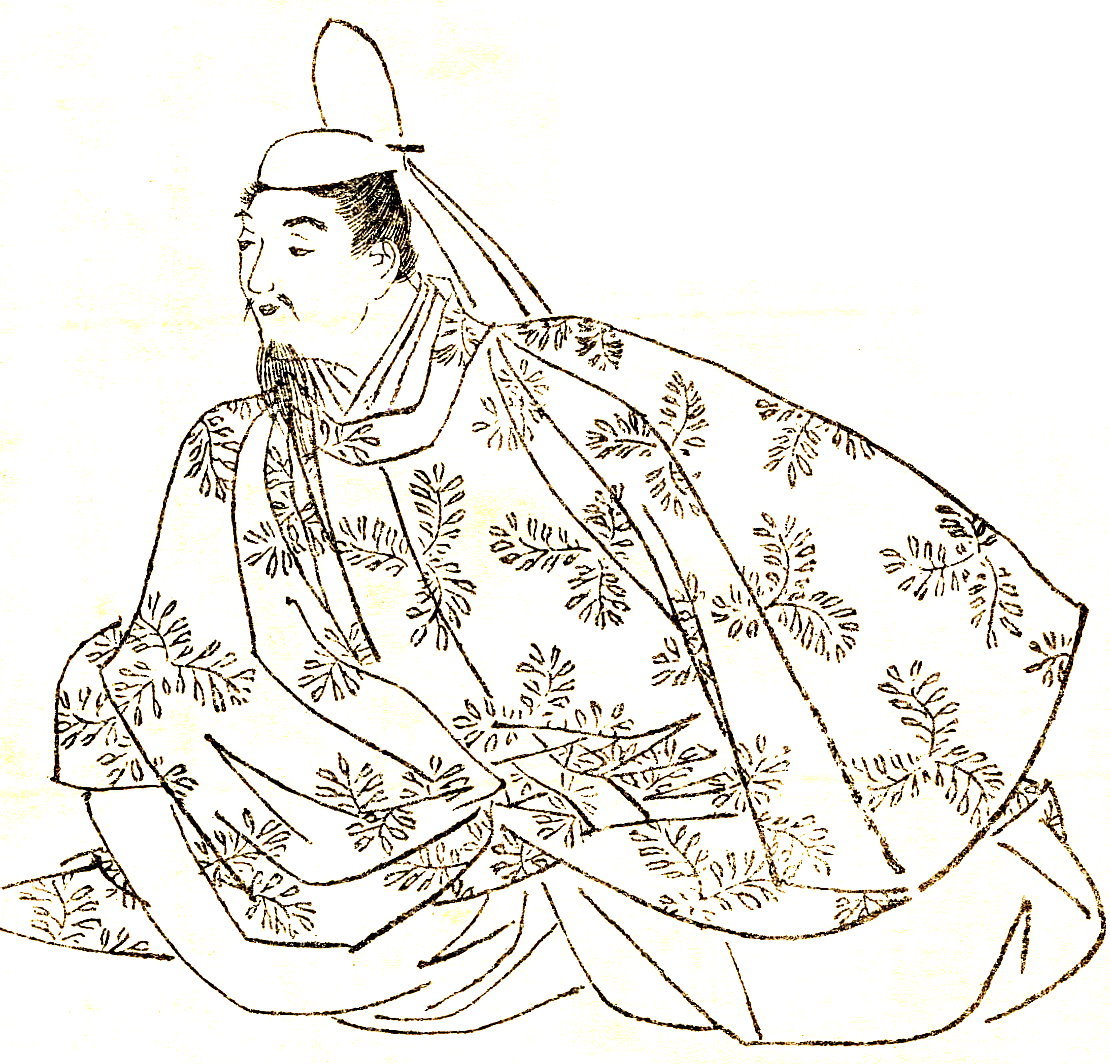
Fujiwara no Yoshifusa

Fujiwara no Yoshifusa (japanisch 藤原 良房; geboren 804; gestorben 7. Oktober 872) war der erste der großen Regenten Japans aus der Familie der Fujiwara. Er wurde auch Minister Somedono (染殿大臣) und Shirakawadono (白河殿) genannt.

## Leben und Wirken
Fujiwara no Yoshifusa war der zweite Sohn von Fujiwara no Fuyutsugu (775–826), seine Mutter war Fujiwara no Mitsuko (藤原 美都子; 781–821). Er trat in die Fußstapfen seines Vaters und förderte aktiv die Machtkonzentration des Nordzweiges der Familie Fujiwara. Im Jahr 814 erlangten er und sein Vater Fuyutsugu die Gunst von Kaisers Saga und bekam die Prinzessin Fujiwar no Kiyojime (藤原 潔姫; 810–856) zur Frau. Im Jahr 826 wurde er Leiter des kaiserlichen Speichers (蔵人, Kurando) und diente später als Richter (中判事, Chūkenji), Universitätsleiter usw., bis er schließlich als Kaiser Nimmyō in die Geschichte einging und Oberaufseher des Speichers (蔵人頭, Kurōdo no tō) wurde. Im Alter von 31 Jahren wurde er Staatsrat (参議. Sangi).
Zusätzlich zum Einfluss des verstorbenen Fuyutsugu erlangte Yoshifusa aufgrund seiner politischen Fähigkeiten, des Vertrauens des pensionierten Kaisers Saga. Durch den Eintritt seiner jüngeren Schwester Nobuko (藤原 順子; 809–871) in den kaiserlichen Hof während des Jōwa-Zwischenfalls verstärkte sich schnell seine Macht. Durch einen Zwischenfall gelang es ihm, den kaiserlichen Prinzen Michiyasu (道康 親王; 827–858) zum Kaiser Montoku zu ernennen, der als Sohn von Junshi zum Kronprinzen geboren und zum Dainagon (大納言) befördert worden war und 848 Minister zur Rechten (右大臣) und zum Kronprinzen wurde. Als Kaiser Nimmyō im Jahr 850 starb und Kaiser Montoku den Thron bestieg, wurde er ein mütterlicher Verwandter und er machte den kaiserlichen Prinzen Korehito (惟仁 親王, Korehito Shinnō), den Sohn des Kaisers und seiner Tochter Minamoto no Akirakeiko (源 明子; 956–1049), im Alter von acht Monaten zum Kronprinzen, was beispiellos war. Es war eine Situation. Im Februar 857 wurde Yoshifusa Daijo daijin.
Im folgenden Jahr, mit dem Tod von Kaiser Montoku, bestieg Kaiser Seiwa im Alter von neun Jahren den Thron, wobei Yoshifusa als Regent und Großer Staatsminister die eigentliche Macht ausübte. Der 15-jährige Kaiser feierte sein Erwachsenwerden (Genpuku) im neuen Jahr 864, und Yoshifusa, der beim Ōtemon-Vorfall im Jahr 866 Fuß gefasst hatte, folgte dem Erlass des Kaisers, „die Regierung der Nation zu regieren“. Dies war das erste Beispiel eines persönlichen Regenten, der nicht aus dem Kaiserhause stammte. Ihm gelang es, diese Stellung für seine Nachkommen zu sichern. Damit gelang es ihm, eine Regenten-Regierung der Fujiwara-Familie für die nächsten 300 Jahre zu etablieren.
Yoshifusa Leben war von einer starken Tendenz geprägt, Gelegenheiten zu nutzen, statt Präzedenzfälle zu schaffen, um die Macht in einem Klan zu konzentrieren. Er war daneben an der Zusammenstellung der Annalen „Shoku Nihon Kōki“ beteiligt.